# Giáo hoàng Đamasô I
Damasus I (Tiếng Việt: Đamasô I) là Giáo hoàng kế nhiệm Giáo hoàng Liberius và là Giáo hoàng thứ 37 của Giáo hội Công giáo.
Theo niên giám tòa thánh năm 1861 thì ông lên ngôi vào năm 366 và ở ngôi trong 18 năm, 2 tháng. Niên giám tòa thánh năm 2003 xác định triều đại của ông bắt đầu từ ngày 1 tháng 10 năm 366 và kết thúc vào ngày 11 tháng 12 năm 384.
Ông được suy tôn là một vị thánh của nhà thờ Công giáo. Damasus buộc phải chiến đấu, ngay cả việc dùng vũ lực, chống lại Giáo hoàng đối lập Ursicinus. Ông thành công trong việc đặt quyền tối thượng của Giáo hội Rôma trên mọi giáo hội khác. Ông rất chú tâm đến việc phúc âm hoá xã hội Rôma.

## Trở thành giáo hoàng
Ông sinh vào khoảng năm 305, có lẽ ở gần thành phố Idanha-a-Velha (thuộc Lusitania, Hispania) mà ngày nay là Bồ Đào Nha hoặc ở gần thành phố Castelo Branco (cũng thuộc Lusitania, Bồ Đào Nha) một số nguồn khác cho rằng ông sinh tại Tây Ban Nha. Khi đó nằm trong đế quốc tây Rô-ma. Ông là con của một tư tế Rôma, có lẽ thuộc gốc Tây Ban Nha, Damasus khởi sự là một phó tế trong nhà thờ của cha mình, sau đó là tư tế (linh mục) của một đền thờ mà sau này là vương cung thánh đường San Lorenzo ở Rôma. Ông phục vụ Giáo hoàng Liberius (352-366) và đi theo Giáo hoàng khi ông này bị lưu đày. Tuy nhiên, cũng có ý kiến cho rằng ông trở thành trợ tá của Giáo hoàng Liberianus vào năm 354 và sau khi Giáo hoàng trở về từ nơi lưu đày. Trong suốt khoảng thời gian trước khi Giáo hoàng trở lại, Damasus đã có một vị trí nhất định trong nhà thờ.
Khi Liberius từ trần, Damasus được bầu làm Giáo hoàng thứ 37 kế vị thánh Phêrô và cũng là Giám mục Rôma ngày 01 tháng 10 năm 366; nhưng có một thiểu số khác bao gồm bảy linh mục và một phó tế lại chọn và tấn phong một phó tế khác là Ursinus làm Giáo hoàng. Ông này làm Giáo hoàng đối lập từ năm 366 – 367. Cuộc tranh luận giữa Đức Damasus I và Giáo hoàng đối lập gây nên nhiều xung đột trong hai nhà thờ lớn, gây tiếng xấu cho các Giám mục Ý.
Trong một thượng hội đồng do Damasus I triệu tập nhân ngày sinh nhật của mình, Damasus yêu cầu các Giám mục tán thành các hành động của mình. Nhưng câu trả lời của các Giám mục thật cộc lốc: "Chúng tôi quy tụ để mừng sinh nhật, chứ không để kết án một người chưa bao giờ nghe biết." Những người ủng hộ vị Giáo hoàng đối lập còn tìm cách đưa Damasus ra toà về một tội phạm – có lẽ tội dâm dục – khoảng năm 378. Ông đã phải thanh minh trước toà dân sự cũng như trước một thượng hội đồng của Giáo hội. Phản Giáo hoàng Ursinus đã phải lên đường đi lưu đày và chết năm 384 mà vẫn không từ bỏ những tham vọng của mình.

## Quyền tối thượng của Rôma
Damasus là một người trung thành với truyền thống của Giáo hội. Ngay từ đầu triều Giáo hoàng của ông, hoàng đế Valentinianô đã ra lệnh tất cả các vụ kiện tôn giáo đều phải được trình lên Giáo hoàng, các thẩm phán thế tục không có quyền can thiệp vào. Người kế vị Valentinianô là Gratianô cũng là một hoàng đế công giáo.
Vào năm 343, Công Đồng Sardica trao toàn quyền của giáo hội Tây Phương cho vị Giám mục Rôma là đức Giáo hoàng, và quyết định này được Hoàng Đế Gratian xác nhận năm 378. Hoàng đế cũng phê chuẩn quyền kháng án lên Giáo hoàng. Bất kỳ lời buộc tội nào chống lại vị tổng Giám mục đều phải đến trước chính Giáo hoàng hoặc một tòa án các Giám mục được ngài bổ nhiệm, trong khi tất cả các Giám mục (tây phương) đều có quyền kháng cáo từ thượng hội đồng Giám mục giáo tỉnh của họ lên Đức Giáo hoàng (Mansi, III, 624).
Đức Giáo hoàng Damasus tuyên bố rằng quyền bính của đức Giáo hoàng thực sự không do bởi một công đồng hay một hoàng đế nhưng bởi chính Thiên Chúa qua mệnh lệnh của Người ban cho Thánh Phêrô (Mt 16:18). Để hỗ trợ cho thẩm quyền của đức Giáo hoàng, Thánh Ambrôsiô đồng ý rằng "Ngai tòa Phêrô ở đâu, thì Giáo hội ở đó". Thánh Giêrôme viết cho Đức Giáo hoàng Damasus: Tôi không theo bất cứ nhà lãnh đạo nào khác ngoại trừ Đức Kitô, và do đó tôi vẫn muốn hiệp thông với ngài trong Giáo hội, đó là, với ngai toà Thánh Phêrô. Tôi biết, Giáo hội được thành lập trên tảng đá này.
Các thượng hội đồng Giám mục Rô-ma (369) và Antiôkia (378) đã quyết định một Giám mục được xem là hợp pháp khi vị này được Giáo hoàng thừa nhận. Điều này có hậu quả là Giáo hoàng có quyền truất phế những Giám mục còn gắn bó với lạc thuyết Ariô và lạc thuyết này hầu như đã biết mất khỏi đế quốc.

## Triều đại giáo hoàng
Năm 381, Theodosius tuyên bố Kitô Giáo là tôn giáo chính thức duy nhất của Đế Quốc Rôma và ông muốn chấm dứt ngoại giáo. Số người theo Kitô Giáo vút cao và đưa đến vấn đề là nhiều người gia nhập Giáo hội chỉ vì lợi ích chính trị. Bây giờ, làm người Kitô thì dễ dàng và thoải mái hơn người ngoại giáo, hoặc tín đồ của bất cứ tôn giáo nào khác.
Xứ Gallô được phúc âm hóa một cách hăng say. Các đan viện được thành lập ở đó, bởi Martinô thành Tours, đan viện Ligugé và đan viện Noirmoutiers. Dưới triều Gratianô và Thêôđôsô I, lạc giáo không còn được dung thứ và chỉ một mình Giáo hội mới tồn tại chính thức. Priscillianô đã bị thượng hội đồng Saragosse năm 380 lên án và bị hành hình vì đã phổ biến một lạc thuyết mới đặt cơ sở trên sự giải thích cá nhân về kinh thánh.
Giáo hoàng Damasus phải đương đầu với các bè rối: bè rối Ariô, Macêđônia và Apollinariô. Ông tỏ ra đại lượng, giàu lòng nhân khiến cho nhiều người thuộc các bè rối được ơn ăn năn quay trở lại với Hội Thánh. Một sự hiểu lầm trong văn từ về Ba Ngôi Thiên Chúa đã đe dọa mối giao hảo thân thiện với Giáo hội Đông Phương, và Đức Damasus là người ôn hoà đã dàn xếp cách tốt đẹp. Macêđônia là một lạc giáo về Chúa Thánh Thần, họ chủ trương Chúa Thánh Thần chỉ là một tạo vật như Chúa Con và thậm chí còn kém hơn. Apollinariô (Apollinarius) Giám mục thành Laodicea chủ trương Nhân tính nơi Chúa Giêsu không toàn vẹn, thiếu lý trí nhưng có thiên tính bù vào.
Dưới triều Giáo hoàng của ông đã diến ra nhiều công đồng: Công đồng Rôma (374), Công đồng Constantinôpôli I (380). Công đồng này đã bổ túc cho công đồng Nicêa bằng cách khẳng định Thần tính của Chúa Thánh Thần. Công đồng gồm 150 Giám mục Công giáo Đông phương và 36 Giám mục phe Macedonius. Công đồng chung thứ hai này quy tụ gần 200 Giám mục phương Đông. Không có đại diện nào của Đức Damasus đến dự công đồng này. Công đồng đã tiếp tục hoàn chỉnh tín điều về Thiên Chúa Ba Ngôi và lên án lạc thuyết Macedonius. Năm 381, công đồng Aquilê chống lại những người theo thuyết Ariô, trong đó Giám mục Rô-ma đã không thể cử đại diện của mình đến tham dự vì đang phải đấu tranh với phản Giáo hoàng Urinus. Công đồng Rô-ma II (382) dưới sự thúc đẩy của Giêrônimô đã kết án những người theo thuyết Apollinariô.
Truyền thống cho rằng, ông là một Giáo hoàng uyên bác. Theo chứng từ của người thư ký là Thánh Giêrôme, Thánh Damasus là "một người không ai sánh bằng, rất hiểu biết Phúc Âm, một tiến sĩ trinh trắng của một Giáo hội trinh trắng, rất yêu quý sự khiết tịnh." Giáo hoàng Damasus đã ban phép cho các ca đoàn do Thánh Ambrosius sáng lập, luân phiên hát Thánh Vịnh. Ông giới thiệu cách dùng từ Do Thái "Allelujah" và tìm được bản dịch Thánh Kinh bằng tiếng Do Thái. Ông đã truyền cho thánh Giêrônimô, lúc đó là thư ký của ông tại Rôma từ 382 đến 384, lo duyệt lại bản dịch La-tinh xưa của Kinh Thánh. Bộ Vulgate được chào đời, đó là bộ Kinh Thánh bằng tiếng Latinh mà Công Đồng Trento (11 thế kỷ sau) tuyên bố là "có giá trị để đọc giữa công chúng, được dùng để tranh luận, và để rao giảng." Tiếng Latinh trở thành ngôn ngữ chính thức trong phụng vụ nhờ sự cải cách của Đức Giáo hoàng.
Ông cũng cổ võ lòng sùng kính và học hỏi về gương các thánh tử vì đạo, khuyến khích các cuộc hành hương bằng cách tu sửa các hang toại đạo. Ông là tác giả của những bài thơ văn vần (thơ trào phúng) mà ông đã bảo thợ đá Furiô Điônisiô Philôcalô khắc thật tuyệt vời; các bản khắc này được xem là nằm trong số những bản khắc đẹp nhất thời cổ đại, được đặt trên mộ các vị tử đạo, hoặc trong các vị trí địa hình khác do Damasus bố trí. Làm điều đó, Giáo hoàng thể hiện việc Giáo hội nắm giữ các đền thánh đã được các vị hoàng đế xây dựng.

## Qua đời
Truyền thống cho rằng Giáo hoàng Đamasô I qua đời ngày 11 tháng 12 năm 384. Văn mộ chí mà Đức Damasus đã viết cho chính mình có ghi: "Ngài là Đấng đi trên biển đã làm câm nín các ngọn sóng ác liệt, là Đấng ban sự sống cho những hạt mầm tàn tạ của thế gian; Ngài là đấng tháo gỡ xiềng xích tử thần, và đã đưa về cho Martha người em của cô sau bốn ngày trong mộ tối. Tôi tin rằng, Ngài sẽ đưa Damasus trỗi dậy từ tro bụi."